# Bad Boy Records
Bad Boy Records — американский звукозаписывающий лейбл, основанный Шоном Комбсом в 1993 году. Он функционирует как импринт Epic Records, принадлежащего Sony Music. Одним из самых популярных артистов лейбла был The Notorious B.I.G. Лейбл был домом для многих артистов, включая Craig Mack, Lil' Kim, French Montana, Mase, Machine Gun Kelly, 112, Total, The Lox, Danity Kane, Day 26, Elephant Man и многих других.

## История лейбла

### Начало
После своего перехода от неоплачиваемой стажировки к становлению руководителем A&R-отдела в Uptown Records, Шон «Паффи» Комбс был уволен своим боссом Андре Харреллом в середине 1993 года и основал свой собственный лейбл, Bad Boy Records, в конце 1993 года. Первым релизом лейбла был сингл «Flava in Ya Ear» рэпера Craig Mack, за которым вскоре последовал дебютный альбом Мака, Project: Funk da World, в 1994 году. Вслед за этими релизами вышли «Juicy» и Ready to Die, главный сингл и дебютный альбом The Notorious B.I.G. (также известного как Biggie Smalls), выпущенные в том же году. В то время как альбом Мака стал «золотым», Ready to Die достиг «мульти-платинового» успеха. Доминируя в чартах 1995 года, B.I.G. стал одним из самых больших имён в жанре и главной звездой Bad Boy. Также в 1995 году лейбл продолжил свой успех платиновыми релизами Total и Faith Evans. Bad Boy, тем временем, собрал группу собственных продюсеров, включая: Easy Mo Bee, Chucky Thompson и D Dot — все они сыграли важную роль в создании многих наиболее известных релизов Bad Boy в этот период.

### Вражда с Death Row Records
Быстрый успех The Notorious B.I.G. и Bad Boy как компании вызвал некоторую напряжённость, особенно с лейблом Death Row, базирующемся в Лос-Анджелесе, Калифорния. В течение трёх лет, предшествовавших 1995 году, хип-хоп Западного побережья, в котором доминировали такие лейблы, как Death Row, был ведущим в мейнстриме рэпе. Шуг Найт, генеральный директор Death Row, возложил на Шона Комбса ответственность за стрельбу, повлёкшую за собой смерть его друга Джейка Роблса, предположительно от рук телохранителя Шона Комбса. Напряжённость усилилась, когда лейбл Death Row подписал Тупака, который утверждал, что Bad Boy, в частности, The Notorious B.I.G. и Puff Daddy, причастны к стрельбе в Тупака в ноябре 1994 года в холле студии Quad Studios на Таймс-сквер.
После выхода в июне 1996 года песни Тупака «Hit 'Em Up», очерняющей Bad Boy, напряжённость возросла. 2Pac был застрелен в Лас-Вегасе 7 сентября 1996 года, скончался 13 сентября. Bad Boy выступило с заявлением с соболезнованиями. 9 марта 1997 года, когда Bad Boy готовил к выпуску двойной альбом The Notorious B.I.G. Life After Death, он был убит в Лос-Анджелесе, штат Калифорния. Их смерти заставили многих задуматься о том, не повлияла ли их смерть на вражду побережий. Полицейские расследования подвергались критике со стороны публичных и судебных источников. Оба случая остаются официально не раскрытыми.

### Жизнь после The Notorious B.I.G. возрождение лейбла
Посмертно выпущенный альбом Бигги, Life After Death, достиг 1 места в чартах Billboard 200 и Top R&B/Hip Hop Albums в американском журнале Billboard. Первые два сингла, «Hypnotize» и «Mo Money Mo Problems», также возглавили чарты синглов. Альбом в конечном итоге был продан тиражом более 10 миллионов экземпляров в США, и является одним из самых продаваемых рэп-альбомов в США.
В 1996 году Puff Daddy начал записывать свой собственный сольный дебютный альбом. Первый сингл «Can’t Nobody Hold Me Down» достиг 1 места в рэп, R&B и поп-чартах той весны. В ответ на смерть Бигги лейбл спешно выпустил трибьют-песню Puff Daddy, «I’ll Be Missing You», в которой приняли участие вдова Бигги, Фэйт Эванс, и R&B-группы Bad Boy 112. Сингл возглавил чарты в течение одиннадцати недель и стал вторым поспешным синглом с альбома Комбса, No Way Out, который был выпущен летом и был продан в количестве 7 миллионов копий в США. Mase, новейший протеже Комбса, тем временем сразу же заполнил пустоту, которую оставил The Notorious B.I.G. Его собственный дебютный альбом Harlem World, также выпущенный в том же году, станет «четырежды платиновым». Из-за последовательных успехов Life After Death, No Way Out и Harlem World к концу 1997 года Bad Boy как лейбл и бренд достиг коммерческого пика. За это время лейбл начал продвигать свою последнюю подписанную группу The L.O.X., которая была широко представлена в различных релизах Bad Boy в том году. Весьма ожидаемый дебютный альбом 1998 года, Money, Power & Respect, был сертифицирован RIAA как «платиновый». Вскоре после этого группа покинула лейбл и вступила в давний издательский спор с Комбсом о том, что последний получает 50 % их публикаций, что будет продолжаться до 2005 года.
В 1998 году Комбс решил расширить список артистов Bad Boy на жанры, отличные от хип-хопа и R&B, и впоследствии подписал Fuzzbubble на лейбл как свой первый рок-акт. Группа появилась в рок-ремиксе песни Puff Daddy «It’s All About the Benjamins», но рассталась с лейблом перед выпуском полноформатного альбома.
В последующие годы в Bad Boy произошёл коммерческий спад. В 1999 году Mase стал религиозным и внезапно ушёл из бизнеса, оставив серьезную вмятину в компании, тем более что его второй альбом только что был выпущен. Bad Boy нашёл некоторый успех с Shyne, молодым рэпером из Бруклина, который получил в целом смешанные рецензии за его глубокий голос и медленную подачу — которые многие посчитали слишком напоминающими, и, возможно, являющимися плагиатом The Notorious B.I.G., тем временем более поздние альбомы Комбса не получили такого же признания, как его дебют. В попытке продвинуть себя на рынке, он претерпел несколько изменений имени; от «Puff Daddy» до «Puffy» до «P. Diddy», до простого «Diddy», затем коротко «Diddy-Dirty Money». Но с распадом группы он внезапно вернулся к «Diddy».
С наступлением 2000-х годов Bad Boy заметно еле держался на плаву. Многие из его более заметных артистов в конечном итоге покинут лейбл, а те, кто остался, увидели, что продажи их альбомов со временем уменьшились. Несмотря на постоянный выпуск нового материала и различные попытки поднять артистов до статуса The Notorious B.I.G., немногие оказались столь успешными, как надеялась компания.
Южный хип-хоп дуэт 8Ball & MJG выпустил альбом под названием Living Legends с некоторым успехом в 2004 году, что вызвало создание Bad Boy South, которое в конечном итоге станет домом для такого артиста, как Yung Joc. В 2002 году Комбс принял участие в передаче Making The Band 2 телеканала MTV, который помог в раскрутке группы лейбла Bad Boy, Da Band. Их появление на MTV привело к тому, что их дебютный альбом стал «золотым» по продажам. В это время лейбл также подписал рэпера по имени Aasim, чей дебютный альбом в Bad Boy (по состоянию на 2013 год) до сих пор не выпущен.

### Всплеск
В 2005 году Bad Boy улучшил своё состояние, благодаря успеху релизов новых подписчиков: Cassie и Yung Joc (которые войдут в пятёрку лучших синглов/дебютных альбомов). Кроме того, в 2006 году Bad Boy нападёт на золотую жилу с созданным на передаче Making The Band женским трио Danity Kane, чей дебютный альбом занял первое место в чартах (первый альбом лейбла, возглавляющий чарты со времён саундтрека к фильму Плохие парни 2, выпущенного тремя годами ранее), и породил сингл, вошедший в пятёрку лучших синглов. Их второй альбом Welcome to the Dollhouse также дебютировал на первом месте и содержал второй сингл группы, вошедший в десятку лучших синглов, «Damaged». Дидди также подписал на лейбл Day26 и Donnie Klang.
Однако к 2009 году Комбс распустил Danity Kane, расторгнув контракты с участниками. Дон Ричард остался подписанным, работая сольным артистом и автором песен для Bad Boy. В марте 2009 года сообщалось, что Ричард и Комбс собирали новую женскую группу, но позже сформировали группу Diddy — Dirty Money, состоящую из Комбса, Ричарда и автора песен по имени Kalenna Harper. В апреле 2009 года Bad Boy также подписал Red Cafe.
В сентябре 2009 года было объявлено, что Комбс покинет Warner, подписав новое соглашение с Interscope Records, принадлежащим Universal. В соответствии с условиями новой сделки, Комбс перезапустил имя и торговую марку Bad Boy, чтобы работать через Interscope. Предыдущий каталог и список артистов Bad Boy, однако, остаётся под контролем Warner.

### 2010-настоящее время
В 2010 году Дидди предложил Mase годичный релиз от Bad Boy, чтобы урегулировать их разногласия после инцидента 2009 года с Мэйзом, который хотел быть освобожденным из Bad Boy. С этим Mase решил уйти из рэпа навсегда, хотя он должен был быть переведён лейблом после того, как его годовой перерыв был сделан. В 2011 году в рамках своего нового контракта с Interscope-Geffen-A&M Дидди заявил, что ищет новый талант, который можно добавить в свой новый список артистов Bad Boy. Jay Electronica, который имел тесные связи с Diddy, изначально планировал подписать контракт с лейблом Bad Boy, но вместо этого он подписал контракт с импринтом Jay-Z, Roc Nation. Machine Gun Kelly объявил, что подписал контракт с Bad Boy / Interscope 3 августа 2011 года. French Montana и Los также были объявлены в качестве подписчиков на лейбл в 2012 году.
25 апреля 2012 года Mase вместе с Diddy поучаствовали на ремиксе на песню «Slight Work» рэпера Wale, ознаменовав первое появление рэпера из Гарлема на записи с 2010 года. По слухам, Mase, а также певец Omarion, оба подписали контракт с лейблом Рика Росса, Maybach Music Group. Позже выяснилось, что артист Bad Boy, French Montan, был причиной того, что Mase снова вернулся. По словам Монтаны, Мейз выступает в качестве A&R-представителя на предстоящем дебютном сингле Монтаны «Excuse My French», а также появится на ремиксе на песню Монтаны «Everything’s a Go». «Я не уверен, какие решения он примет, — говорит Монтана, — [но] мне бы очень хотелось увидеть его в моём лагере». В настоящее время Мейз подал в отставку на Bad Boy Records, но ещё не объявил, подал ли он в отставку в рамках соглашения о совместном предприятии между Bad Boy и MMG. Позже он объявил, что освободился от Bad Boy. В апреле 2013 года Cassie выпустила свой первый полноформатный проект спустя семь лет после своего дебютного альбома, микстейп под названием RockaByeBaby. Рэпер Los объявил о своём уходе с Bad Boy Records 19 марта 2014 года.
5 октября 2015 года Комбс объявил, что Epic Records будет дистрибьютором Bad Boy. Это будет второй раз, когда президент Epic Records L.A. Reid будет руководить дистрибуцией Bad Boy, ранее курировавший дистрибуцию лейбла 15 лет назад после назначения президентом Arista Records в 2000 году. Несмотря на то, что лейбл был основан в 1993 году, Bad Boy начал праздновать свою 20-ю годовщину в 2015 году с 20-минутным мега-попурри выступлением на BET Awards. Это продолжилось в 2016 году, начиная с майских аншлаговых концертов лейбла в Barclays Center в Бруклине и начиная с тура воссоединения семьи Bad Boy, который начался в Северной Америке в последнюю неделю августа 2016 года.

## Артисты

### Текущие артисты
| Артист                 | Год подписания    | Количество альбомов, выпущенных на Bad Boy |
| ---------------------- | ----------------- | ------------------------------------------ |
| Puff Daddy             | Основатель (1993) | 5                                          |
| Cassie                 | 2006              | 1                                          |
| Janelle Monáe          | 2007              | 3                                          |
| Machine Gun Kelly      | 2011              | 5                                          |
| French Montana         | 2012              | 2                                          |
| Bow Wow                | 2015              | Только сделка по менеджменту               |
| Christian «King» Combs | 2016              |                                            |
| Quincy                 | 2016              |                                            |
| Madilyn Bailey         | 2019              |                                            |

### Бывшие артисты
- The Notorious B.I.G.
- Craig Mack

- Faith Evans
- Total
- 112
- Mase
- Mario Winans
- Lil’ Kim
- The Lox
- Black Rob

- Kain
- Aasim
- Mark Curry
- Megan Nicole
- Jordan McCoy
- Carl Thomas
- Shyne
- Dream
- G. Dep
- Loon
- Da Band
- Fuzzbubble
- Liz Davis
- 8Ball & MJG
- Marina Chello
- Boyz n da Hood
- Cheri Dennis
- Kalenna Harper
- New Edition
- Tammy Ruggieri
- Red Café
- B5
- Yung Joc
- Dirty Money
- Gorilla Zoe
- Danity Kane
- iSquare
- Jerome
- Christian Daniel
- King Los
- Chopper City
- Day26
- Elephant Man
- Donnie Klang
- Foxy Brown
- Three The...

## The Hitmen
The Hitmen — продюсерская группа для лейбла Bad Boy Records. Коллектив состоял из нескольких известных продюсеров и музыкантов, которые работали сольно или вместе с Комбсом, сочиняя треки для артистов на Bad Boy, а также за пределами лейбла.
20 августа 2015 года было объявлено, что Kanye West является частью нынешнего ростера.

## Дискография

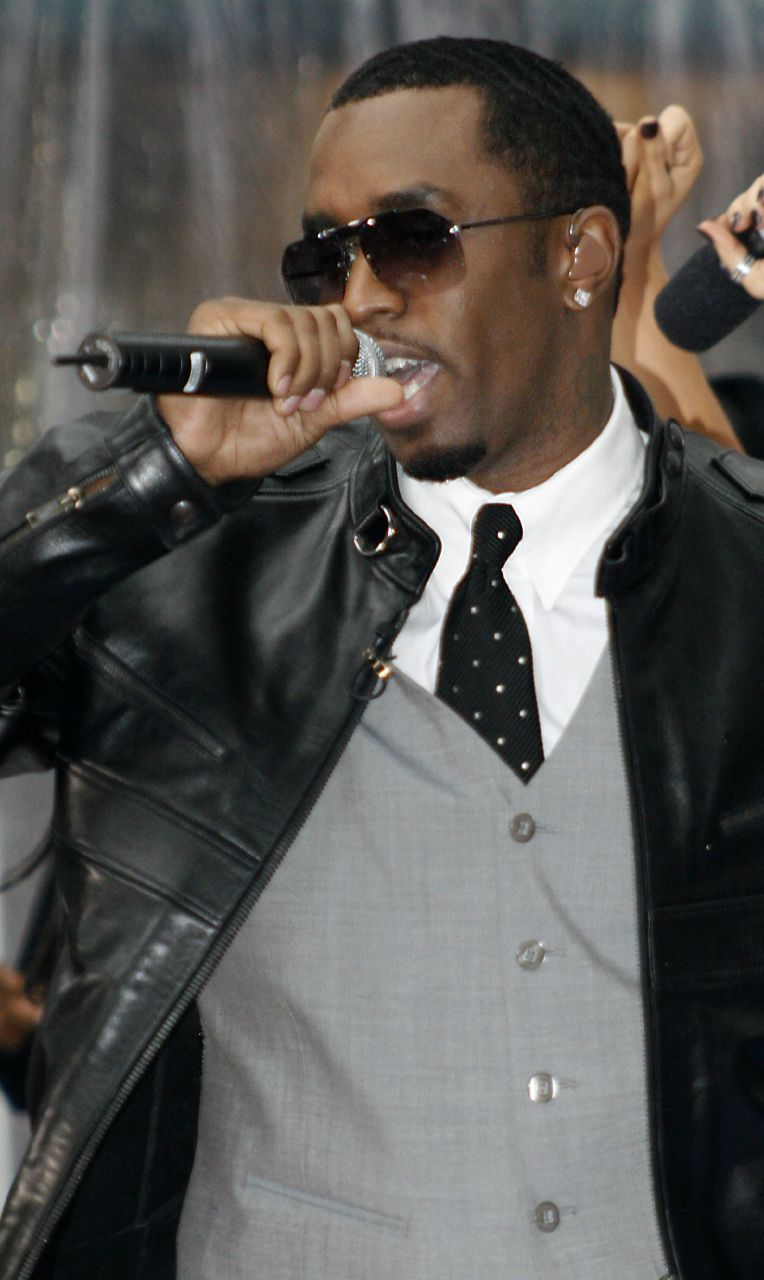
Шон «Puff Daddy» Комбс был подписан на лейбл в 1994 году и выпустил 5 альбомов на нём.

### Альбомы
| Год  | Информация |
| ---- | --- |
| 1994 | The Notorious B.I.G. — Ready to Die - Выпущен: 13 сентября 1994 года - Синглы: «Juicy», «Big Poppa», «Warning» - Сертификация RIAA: 6x Платиновый                                                                                             |
| 1994 | Craig Mack — Project: Funk da World - Выпущен: 20 сентября 1994 года - Синглы: «Flava in Ya Ear», «Get Down» - Сертификация RIAA: Золотой |
| 1995 | Faith Evans — Faith - Выпущен: 29 августа 1995 года - Синглы: «You Used to Love Me», «Soon As I Get Home», «Ain’t Nobody», «Come Over» - Сертификация RIAA: Платиновый                                                                        |
| 1996 | Total — Total - Выпущен: 30 января 1996 года - Синглы: «No One Else», «Kissin' You», «When Boy Meets Girl» - Сертификация RIAA: Платиновый |
| 1996 | 112 — 112 - Выпущен: 27 августа 1996 года - Синглы: «Come See Me», «Only You», «Cupid» - Сертификация RIAA: 2x Платиновый |
| 1997 | The Notorious B.I.G. — Life After Death - Выпущен: 25 марта 1997 года - Синглы: «Hypnotize», «Mo Money Mo Problems», «Sky’s the Limit» - Сертификация RIAA: Бриллиантовый (11x Платиновый)                                                    |
| 1997 | Puff Daddy & the Family — No Way Out - Выпущен: 1 июля 1997 года - Синглы: «Can’t Nobody Hold Me Down», «I’ll Be Missing You», «It’s All About the Benjamins (Remix)», «Been Around the World», «Victory» - Сертификация RIAA: 7x Платиновый  |
| 1997 | Mase — Harlem World - Выпущен: 28 октября 1997 года - Синглы: «Feel So Good», «What You Want», «24 Hrs. to Live», «Lookin' At Me» - Сертификация RIAA: 4x Платиновый                                                                          |
| 1998 | The LOX — Money, Power & Respect - Выпущен: 28 января 1998 года - Синглы: «If You Think I’m Jiggy», «Money, Power & Respect» - Сертификация RIAA: Платиновый                                                                                  |
| 1998 | Faith Evans — Keep the Faith - Выпущен: 27 октября 1998 года - Синглы: «Love Like This», «All Night Long», «Never Gonna Let You Go», «Lately I» - Сертификация RIAA: Платиновый                                                               |
| 1998 | Total — Kima, Keisha, and Pam - Выпущен: 3 ноября 1998 года - Синглы: «Trippin'», «Sitting Home», «I Tried» - Сертификация RIAA: Gold |
| 1998 | 112 — Room 112 - Выпущен: 10 ноября 1998 года - Синглы: «Love Me», «Anywhere», «Love You Like I Did», «Your Letter» - Сертификация RIAA: 2x Платиновый                                                                                        |
| 1999 | Mase — Double Up - Выпущен: 15 июня 1999 года - Синглы: «Get Ready», «All I Ever Wanted» - Сертификация RIAA: Золотой |
| 1999 | Puff Daddy — Forever - Выпущен: 24 августа 1999 года - Синглы: «P.E. 2000», «Satisfy You», «Best Friend» - Сертификация RIAA: Платиновый |
| 1999 | The Notorious B.I.G. — Born Again - Выпущен: 7 декабря 1999 года - Синглы: «Notorious B.I.G.», «Dead Wrong» - Сертификация RIAA: 2x Платиновый                                                                                                |
| 2000 | Black Rob — Life Story - Выпущен: 7 марта 2000 года - Синглы: «Whoa!», «Espacio» - Сертификация RIAA: Платиновый |
| 2000 | Carl Thomas — Emotional - Выпущен: 18 ноября 1999 года - Синглы: «Emotional», «I Wish», «Summer Rain» - Сертификация RIAA: Платиновый |
| 2000 | Shyne — Shyne - Выпущен: 26 сентября 2000 года - Синглы: «Bad Boyz», «That’s Gangsta», «Bonnie & Shyne» - Сертификация RIAA: Платиновый |
| 2001 | Dream — It Was All a Dream - Выпущен: 23 января 2001 года - Синглы: «He Loves U Not», «This is Me», «This is Me (Remix)» - Сертификация RIAA: Платиновый                                                                                      |
| 2001 | 112 — Part III - Выпущен: 20 марта 2001 года - Синглы: «Peaches & Cream», «Dance With Me», «It’s Over Now» - Сертификация RIAA: Платиновый |
| 2001 | P. Diddy & the Bad Boy Family — The Saga Continues... - Выпущен: 10 июля 2001 года - Синглы: «Let’s Get It», «Bad Boy For Life», «Diddy» - Сертификация RIAA: 2x Платиновый - Сертификация CRIA: Золотой                                      |
| 2001 | Faith Evans — Faithfully - Выпущен: 6 ноября 2001 года - Синглы: «Can’t Believe», «You Gets No Love», «I Love You», «Burnin' Up», «Alone in This World» - Сертификация RIAA: Платиновый                                                       |
| 2001 | G. Dep — Child of the Ghetto - Выпущен: 20 ноября 2001 года - Синглы: «Special Delivery» - Сертификация RIAA: (uncertified) |
| 2003 | Bad Boys II: The Soundtrack - Выпущен: 15 июля 2003 года - Синглы: «La-La-La (Excuse Me Miss Again)», «Shake Ya Tailfeather», «Show Me Your Soul» - Сертификация RIAA: 2x Платиновый                                                          |
| 2003 | Da Band — Too Hot for TV - Выпущен: 30 сентября 2003 года - Синглы: «Bad Boy This, Bad Boy That», «Tonight» - Сертификация RIAA: Золотой |
| 2003 | Loon — Loon - Выпущен: 21 октября 2003 года - Синглы: «How You Want That», «Down For Me» - Сертификация RIAA: (uncertified) |
| 2003 | 112 — Hot & Wet - Выпущен: 18 ноября 2003 года - Синглы: «Na Na Na Na», «Hot & Wet», «Right Here for U» - Сертификация RIAA: (uncertified) |
| 2004 | Carl Thomas — Let’s Talk About It - Выпущен: 23 марта 2004 года - Синглы: «She Is», «Make It Alright», «My First Love» - Сертификация RIAA: Золотой                                                                                           |
| 2004 | Mario Winans — Hurt No More - Выпущен: 20 апреля 2004 года - Синглы: «I Don’t Wanna Know», «Never Really Was» - Сертификация RIAA: Золотой |
| 2004 | 8Ball & MJG — Living Legends - Выпущен: 11 мая 2004 года - Синглы: «You Don’t Want Drama», «Straight Cadillac Pimpin», «Forever» - Сертификация RIAA: Золотой                                                                                 |
| 2004 | Mase — Welcome Back - Выпущен: 24 августа 2004 года - Синглы: «Welcome Back», «Breathe, Stretch, Shake» - Сертификация RIAA: Золотой |
| 2004 | New Edition — One Love - Выпущен: 9 ноября 2004 года - Синглы: «Hot 2Nite» - Сертификация RIAA: Золотой |
| 2005 | Boyz n da Hood — Boyz n da Hood - Выпущен: 21 июня 2005 года - Синглы: «Dem Boyz», «Felonies» - Сертификация RIAA: (uncertified) |
| 2005 | B5 — B5 - Выпущен: 19 июля 2005 года - Синглы: «All I Do», «U Got Me» - Сертификация RIAA: (uncertified) |
| 2005 | Black Rob — The Black Rob Report - Выпущен: 19 июля 2005 года - Синглы: «Ready» - Сертификация RIAA: (uncertified) |
| 2005 | The Notorious B.I.G. — Duets: The Final Chapter - Выпущен: 20 декабря 2005 года - Синглы: «Nasty Girl», «Hold Ya Head» «Spit Your Game» - Сертификация RIAA: Платиновый                                                                       |
| 2006 | Yung Joc — New Joc City - Выпущен: 15 декабря 2005 года - Синглы: «It’s Goin' Down», «I Know You See It», «1st Time» - Сертификация RIAA: Платиновый                                                                                          |
| 2006 | Cassie — Cassie - Выпущен: 8 августа 2006 года - Синглы: «Me & U», «Long Way 2 Go» - Сертификация RIAA: Платиновый |
| 2006 | Danity Kane — Danity Kane - Выпущен: 22 августа 2006 года - Синглы: «Show Stopper», «Ride for You» - Сертификация RIAA: 2x Платиновый |
| 2006 | Christian Daniel — Christian Daniel - Выпущен: 26 сентября 2006 года - Синглы: «Donde Quedaran» - Сертификация RIAA: (uncertified) |
| 2006 | Diddy — Press Play - Выпущен: 17 октября 2006 года - Синглы: «Come to Me», «Tell Me», «Last Night», «Through the Pain (She Told Me)», «Diddy Rock» - Сертификация RIAA: Золотой (989,000)                                                     |
| 2007 | The Notorious B.I.G. — Greatest Hits - Выпущен: 6 марта 2007 года - Синглы: «Running Your Mouth» - Сертификация RIAA: Платиновый |
| 2007 | 8Ball & MJG — Ridin High - Выпущен: 13 марта 2007 года - Синглы: «Relax and Take Notes», «Cruzin», «Clap On» - Сертификация RIAA: (uncertified)                                                                                               |
| 2007 | Yung Joc — Hustlenomics - Выпущен: 28 августа 2007 года - Синглы: «Coffee Shop», «Bottle Poppin'», «I’m a G», «Getting to the Money», «Brand New» - Сертификация RIAA: (uncertified)                                                          |
| 2007 | B5 — Don’t Talk, Just Listen - Выпущен: 11 сентября 2007 года - Синглы: «Hydrolics», «In My Bedroom» - Сертификация RIAA: (uncertified) |
| 2007 | Gorilla Zoe — Welcome to the Zoo - Выпущен: 25 сентября 2007 года - Синглы: «Hood Figga», «Juice Box» - Сертификация RIAA: (uncertified) |
| 2007 | Boyz n da Hood — Back Up n da Chevy - Выпущен: 2 октября 2007 года - Синглы: «Everybody Know Me», «Table Dance», «Paper» - Сертификация RIAA: (uncertified)                                                                                   |
| 2008 | Сheri Dennis — In and Out of Love - Выпущен: 26 февраля 2008 года - Синглы: «I Love You», «Portrait of Love», «Pretend» - Сертификация RIAA: (uncertified)                                                                                    |
| 2008 | Danity Kane — Welcome to the Dollhouse - Выпущен: 18 марта 2008 года - Синглы: «Damaged», «Bad Girl» - Сертификация RIAA: Платиновый |
| 2008 | Day26 — Day26 - Выпущен: 25 марта 2008 года - Синглы: «Got Me Going», «Since You’ve Been Gone» - Сертификация RIAA: (uncertified) |
| 2008 | Elephant Man — Let’s Get Physical - Выпущен: 8 апреля 2008 года - Синглы: «Five-O», «Jump» - Сертификация RIAA: (uncertified) |
| 2008 | Donnie Klang — Just a Rolling Stone - Выпущен: 2 сентября 2008 года - Синглы: «Take You There» - Сертификация RIAA: (uncertified) |
| 2009 | Notorious: The Soundtrack - Выпущен: 13 января 2009 года - Синглы: «Brooklyn Go Hard», «Letter to B.I.G.» - Сертификация RIAA: (uncertified)                                                                                                  |
| 2009 | Gorilla Zoe — Don’t Feed da Animals - Выпущен: 17 марта 2009 года - Синглы: «Lost», «What It Is», «Echo», «I Got It» - Сертификация RIAA: (uncertified)                                                                                       |
| 2009 | Day26 — Forever in a Day - Выпущен: 14 апреля 2009 года - Синглы: «Imma Put It on Her», «Stadium Music» - Сертификация RIAA: (uncertified) |
| 2010 | Janelle Monáe — The ArchAndroid (Suites II and III) - Выпущен: 18 мая 2010 года - Синглы: «Come Alive (The War of the Roses)», «Tightrope», «Cold War» - Сертификация RIAA: (uncertified)                                                     |
| 2010 | Diddy-Dirty Money — Last Train to Paris - Scheduled: 14 декабря 2010 года - Синглы: «Angels», «Love Come Down», «Hello Good Morning», «Loving You No More», «Coming Home», «Your Love», «Ass on the Floor» - Сертификация RIAA: (uncertified) |
| 2011 | Gorilla Zoe — King Kong - Scheduled date: 14 июня 2011 года - Синглы: «Twisted» |
| 2012 | Machine Gun Kelly — Lace Up - Выпущен: 9 октября 2012 года - Синглы: «Wild Boy», «Invincible», «Hold On (Shut Up)» - Сертификация RIAA: Золотой                                                                                               |
| 2013 | French Montana — Excuse My French - Выпущен: 21 мая 2013 года - Синглы: «Pop That», «Freaks», «Ain’t Worried About Nothin'» - Сертификация RIAA: (uncertified)                                                                                |
| 2013 | Janelle Monáe — The Electric Lady - Выпущен: 10 сентября 2013 года - Синглы: «Q.U.E.E.N.», «Dance Apocalyptic», «PrimeTime», «Electric Lady» - Сертификация RIAA: (uncertified)                                                               |
| 2015 | Machine Gun Kelly — General Admission - Выпущен: 16 октября 2015 года - Синглы: «Till I Die», «A Little More» - Сертификация RIAA: (uncertified)                                                                                              |
| 2015 | Puff Daddy — MMM - Выпущен: 18 декабря 2015 года - Синглы: «Auction», «Workin», «Blow a Check'», «You Could Be My Lover'» - Сертификация RIAA: (uncertified)                                                                                  |
| 2017 | Machine Gun Kelly — Bloom - Выпущен: 12 мая 2017 года - Синглы: «Bad Things», «At My Best» - Сертификация RIAA: Золотой |
| 2017 | French Montana — Jungle Rules - Выпущен: 14 июля 2017 года - Singles: «Unforgettable», «A Lie», «No Pressure» - Сертификация RIAA: Золотой |
| 2018 | Janelle Monáe — Dirty Computer - Выпущен: 27 апреля 2018 года - Синглы: «Make Me Feel», «Django Jane», «Pynk», «I Like That» - Сертификация RIAA: (uncertified)                                                                               |

### Сборники лейбла
| Год  | Информация |
| ---- | --- |
| 1998 | Bad Boy Greatest Hits: Volume 1 - Выпущен: 13 октября 1998 года - Синглы: «Too Too Old For Me» by Jerome - Сертификация RIAA: Золотой                                                                                 |
| 2002 | P. Diddy & Bad Boy Records Present… We Invented the Remix - Выпущен: 14 мая 2002 года - Синглы: «I Need a Girl (Part One)», «I Need a Girl (Part Two)», «Special Delivery (Remix)» - Сертификация RIAA: 2x Платиновый |
| 2004 | Bad Boy’s 10th Anniversary… The Hits - Выпущен: 9 марта 2004 года - Синглы: «Victory 2004» - Сертификация RIAA: Золотой                                                                                               |
| 2004 | Bad Boy’s R&B Hits - Выпущен: 23 ноября 2004 года |
| 2016 | Bad Boy 20th Anniversary Box Set Edition - Выпущен: 12 августа 2016 года |